# フローティングペン
"フローティングペン"とは、傾けるとオイルの中の絵が動くボールペンの商品名である。

製造元はデンマークにあるエスケセン社（ESKESEN）。日本総販売店は、レトロバンク社（retrobank）

## 歴史
1951年、エスケセン社に初めて発注を出したのはESSO（石油会社）で、石油をオイルに見立てた中にオイルドラム缶を模したフロートを入れ動かしたのがはじまりである。

約6秒間の”浮遊時間”に制作者の思いを込められるオリジナル性の高いアイテムで、今もなお”書けなくなっても持っていたいペン”とよばれている。

世界中にコレクターがおり、国境を越えての交流も盛んで、レアなペンは高値でトレードされることもある。

70年以上たった現在でも、世界各地の観光名所の御土産やキャラクターやアーティストグッズや企業のノベルティとして様々な場面で活躍している。

傾けると服が脱げてしまうヌードペンも、同じく、エスケセン社で作られている。

## 構造
ペンの軸部分はABS樹脂から作られ、フローティング部分を収める筒部分は透明な植物性のバイオプラスチックから作られている。

フロート部内部には動かない面に1枚、動く面に背景、前景、フロート部の合計4枚のパネルが内包されている。

内包オイルは医療用ミネラルオイルを使用しており、オイルの注入方法や組成は企業秘密として代々守られている。

インクはドイツ製の専用芯を使用している。

## 安全基準について
- オイル部分については米国FDA/ペン全体で欧州玩具規格EN71 part3と取得している。

## 正規品の見分け方
- 形状が似た模造品が存在するが、正規品については細身のロングサイズならクリップ部分、すこし太めのニュースタイルならばトップ部分に “MADE IN DENMARK” と ”ESKESEN社のロゴ” の刻印がされている。

## フローティンググッズ
- ボールペンの他に、キーホルダーや歯ブラシ、ホイッスル等の商品でもフロートするものがある。